# Lillian Louisa Britten
Lillian Louisa Britten (Grahamstown, provincia Cabo Oriental, 1886-1952) fue una botánica, taxónoma, y recolectora sudafricana, considerada líder experta de la  flora de la provincia Cabo Oriental en su tiempo.

## Honores
- una de las fundadoras de la "Old Rhodian Union", y fue su secretaria honoraria durante los primeros 30 años.[3]

- 1932: una de las fundadoras de la Sociedad de Reserva Natural, formada para proteger la flora de Mountain Drive, Grahamstown, y fue su secretaria vitalicia honoraria.[3]

### Membresías
- 1910: de la Asociación Sudafricana para el Avance de la Ciencia; y, se unió a la asociación a su regreso a Sudáfrica desde Gran Bretaña en 1918. En 1931, cuando la asociación celebró su congreso anual en Grahamstown, fue secretaria conjunta de Sección C (que incluía botánica).[3]
- La abreviatura «L.L.Britten» se emplea para indicar a Lillian Louisa Britten como autoridad en la descripción y clasificación científica de los vegetales.[5]